# 沙金套海苏木
沙金套海苏木，是中华人民共和国内蒙古自治区巴彦淖尔市磴口县下辖的一个乡镇级行政单位。

## 行政区划
沙金套海苏木下辖以下地区：
包日浩特嘎查、召滩嘎查、温都尔毛道嘎查、巴音乌拉嘎查、巴音毛道嘎查、那仁宝勒格嘎查、巴音布日格嘎查、巴音温都尔嘎查、巴音塔拉嘎查、哈业乌素嘎查和巴音套海嘎查。